# L'oro per la strada
L'oro per la strada (L'or dans la rue) è un film del 1934 diretto da Curtis Bernhardt a nome Kurt Bernhardt.